# Hermann H. Prell
Hermann H. Prell (* 22. Mai 1925 in Dresden; † 2. Februar 2019 in Waake) war ein deutscher Biologe und Hochschullehrer.

## Leben und Werk
Prell studierte u. a. Biologie und promovierte 1952 an der Universität Marburg zum Dr. phil. Danach hielt er sich zu Forschungszwecken zwölf Jahre in den USA und England auf. Im Anschluss war er u. a. Dozent für Mikrobiologie an der Universität Frankfurt am Main und zuletzt Professor am Institut für Pflanzenpathologie und Pflanzenschutz der Universität Göttingen.

## Schriften (Auswahl)
- Untersuchungen über die Aufnahme von Anelektrolyten in Zellen di- und tetraploider Pflanzen. Marburg/Lahn 1952.
- Inaktivierung des Salmonella-Bakteriophagen P22 durch Chloroform. 1960.
- Interaktionen von Pflanzen und phytopathogenen Pilzen : Parasitierung und Resistenz, Genetik und molekulare Phytophathologie. Jena, Stuttgart 1996.
- Plant fungal pathogen interaction. 2001.
- (Mitwirkung): Erinnerungen. Von Warschau durch die Sowjetrepublik Komi nach Astrakhan 1922–1999, 2005.